# Quemándome de amor
«Quemándome de amor» es una canción de la banda mexicana de glam rock Moderatto, incluida en su segundo disco Detector de metal. Fue lanzado por Sony BMG como el segundo sencillo oficial del álbum en el 2005. La canción fue escrita por Jay de la Cueva junto con Aureo Baqueiro.

## Vídeoclip
Fue filmado en Los Ángeles, California en el año 2005 y se muestra a los integrantes de la banda en varias partes de dicha ciudad cantando y tocando la canción. Obtuvo una nominación en los premios Telehit al año siguiente como Mejor vídeo musical de rock.

## Lista de canciones

### Promo CD[8]
| Quemándome de amor — Single |                      |          |  |
| N.º                         | Título               | Duración |  |
| 1.                          | «Quemándome de amor» | 4:01     |  |

## Conteos
| Año  | Lista                              | Posición |
| ---- | ---------------------------------- | -------- |
| 2005 | Los 100 + Pedidos del 2005 (Norte) | 10       |
| 2008 | 15 Años, 150 Videos (Norte)        | 86       |
| 2010 | 10 Años, 100 Videos (Norte)        | 60       |